# Robert S. Ridgely
Robert Stirling Ridgely (* 14. Januar 1946) ist ein US-amerikanischer Ornithologe und Naturschützer.

## Leben
Ridgely ist der Sohn von Beverly Sellman und Barbara Ridgely, geborene Tomkins. Sein Vater war Professor für französische Studien an der Brown University. Sein Interesse für die Ornithologie entwickelte Robert Ridgely während seiner Zeit als Lieutenant der United States Army in der Panamakanalzone. 1971 erlangte er den Bachelor of Arts an der Princeton University. 1972 heiratete er Julie Ripley, die älteste Tochter des Ornithologen Sidney Dillon Ripley. 1975 graduierte er zum Master of Science an der Duke University in Zoologie, und 1981 wurde er an der Yale University zum Ph.D. in Forstwirtschaft promoviert. 1980 wurde er Geschäftsführer bei RARE (Rare Animal Relief Effort), einer 1973 gegründeten Naturschutzorganisation, die ihren Hauptsitz in der National Audubon Society in New York City hat. 2008 wurde er dort ehrenamtlicher Treuhänder.
1977 reiste er ein Jahr lang durch Südamerika, um den Gefährdungsstatus von Aras und anderen Papageien zu beurteilen. Es folgten eine Reihe von Expeditionen, insbesondere nach Ecuador, wo der ungestörte Lebensraum mit alarmierender Geschwindigkeit schrumpfte. Im Laufe der Jahre hat seine Erforschung wenig bekannter Regionen zur Entdeckung von mehreren neuen Vogelarten geführt. Dazu zählen der Orcessittich (Pyrrhura orcesi) im Jahr 1980, die Kastanienbauchkotinga (Doliornis remseni) im Jahr 1989 und die Zügelfleck-Ameisenpitta (Grallaria ridgelyi) im Jahr 1997. Letztere wurde 1999 von Niels Krabbe und seinen Kollegen erstbeschrieben und Ridgely zu Ehren benannt.
Von 1982 bis 2003 arbeitete Ridgely an der Academy of Natural Sciences in Philadelphia als Experte für neotropische Vögel und leitete dort mehrere Naturschutzmaßnahmen. 1998 gehörte Ridgely zu den Mitbegründern der Naturschutzorganisation Fundación Jocotoco, deren Ziel es ist, den Lebensraum global gefährdeter Vogelarten in den Anden Ecuadors und die damit verbundene Biodiversität zu schützen. Sie betreibt 10 Naturschutzgebiete in Ecuador und führt auch die Restauration von Lebensräumen durch, indem sie abgeholzte Flächen mit einheimischen Bäumen und Sträuchern wiederbepflanzt. Von 2003 bis 2006 war Ridgely Vizepräsident für den Bereich „gefährdete Arten“ bei der American Bird Conservancy und trat dann dem World Land Trust-US bei. Gegenwärtig ist er Ehrenpräsident beim Rainforest Trust. Er arbeitete eng mit der ICBP-IUCN Parrot Working Group zusammen und war Direktionsmitglied in der panamerikanischen Sektion des International Council for Bird Conservation. Ferner war er Mitglied des Kuratoriums des Hawk Mountain Sanctuary in Pennsylvania und Mitglied in örtlichen Naturschutzbehörden.
1976 erschien Robert Ridgelys erstes Buch A Guide to the Birds of Panama, das von John A. Gwynne illustriert wurde und 1989 in einer erweiterten Auflage unter dem Titel A Guide to the Birds of Panama with Costa Rica, Nicaragua, and Honduras herauskam. Dieses Werk gilt als Pionierarbeit für nachfolgende Feldführer und spielte eine wichtige Rolle bei der Popularisierung der Vogelbeobachtung in Panama. 1982 begann er mit den Vorbereitungen zu seinem vierbändigen Monumentalwerk The Birds of South America. Die ersten beiden Bände The Oscine Passerines und The Suboscine Passerines, die von Guy Tudor illustriert wurden, erschienen 1989 und 1994. 1989 gab er in Zusammenarbeit mit John S. Dunning den Feldführer South American Birds: A Photographic Aid to Identification heraus. 1996 gehörte Ridgely zum Autorenteam des Werkes Wings from Afar: An Ecoregional Approach to Conservation of Neotropical Birds in South America, das in Zusammenarbeit mit The Nature Conservancy herausgegeben wurde. 1998 erschien der englisch-spanische Feldführer An Annotated Checklist of the Birds of Mainland Ecuador. 2001 wurde das zweibändige Werk The Birds of Ecuador: Status, Distribution and Taxonomy veröffentlicht, das von Paul J. Greenfield illustriert wurde. 2010 wurde in Zusammenarbeit mit Wildlife Conservation Society das Werk Birds of Brazil: The Pantanal and Cerrado of Central Brazil veröffentlicht. 2016 kam der Nachfolgeband Birds of Brazil: The Atlantic Forest of Southeast Brazil, including São Paulo and Rio de Janeiro heraus.

## Auszeichnungen und Dedikationsnamen
Im Jahr 2001 erhielt Ridgely die Eisenmann Medal der Linnaean Society of New York und im Jahr 2006 den Chandler Robbins Distinguished Service Award der American Birding Association. 2011 wurde er von der American Ornithologists’ Union mit dem Ralph W. Schreiber Conservation Award ausgezeichnet. Dieser Preis wird jährlich an eine Person verliehen, die außergewöhnliche wissenschaftliche Beiträge auf dem Gebiet der Erhaltung von Vögeln und ihrer Lebensräume geleistet hat. Neben der bereits erwähnten Zügelfleck-Ameisenpitta wurde im Jahr 2018 die südamerikanische Schneckennatternart Dipsas bobridgely nach Robert (Bob) Ridgely benannt.